# 육아정책연구소
육아정책연구소[育兒政策硏究所, Korea Institute of Child Care & Education ; KICCE]는 영유아의 건강한 삶을 보장하고 부모와 가정, 지역사회가 행복한 육아를 수행할 수 있도록 지원하기 위하여 설립된 국무총리(국무조정실) 산하 경제인문사회연구회 소관 한국보건사회연구원의 부설 연구기관이다. 서울 명동 포스트타워에 위치하고있다.

## 연혁
- 2005년 11월 9일 육아정책개발센터 설립
- 2009년 12월 28일 육아정책개발센터에서 육아정책연구소로 개칭
- 2019년 12월 23일 명동 포스트타워로 청사 이전

## 주요 업무
- 육아 관련 현안 및 정책방안 연구
- 육아 지원프로그램 및 교재개발
- 육아 지원인력의 자격제도의 관리 및 교육훈련
- 육아정책 관련 국내외 정보의 공유 및 관리
- 기타 육아정책 관련 주요사항 연구

## 조직
- 육아정책연구소장
  - 자문위원회
  - 경영자문위원회
  - 연구사업자자문위원회
  - 연구윤리과제심의위원회
  - 국책연구사업특임단
  - 기획조정실
    - 연구기획팀
    - 예산기획팀

  - 정책연구실
    - 정책연구1팀
    - 정책연구2팀

  - 동향분석연구실
  - 경영지원실